# Psamathe (mythologie)
Psamathe (Oudgrieks: Ψαμάθη, Psamáthē) is de naam van verscheidene vrouwen uit de Griekse mythologie.

## Nereïde
Psamathe was een Nereïde, dochter van Nereus en Doris.
Ze baarde aan Aiakos een zoon, Phokos genaamd, die door zijn broers Peleus en Telamon werd vermoord. Aiakos joeg hen beide uit het land, doch Psamathe zond desniettemin een wolf, die Aegina verwoestte, om wraak te nemen voor de op Phokos gepleegde moord.

## Moeder van Linus
Psamathe was een dochter van Krotopos, de koning van Argos. Zij werd door Apollo bemind en schonk hem een zoon, Linos. Hij was door zijn moeder te vondeling gelegd, door een herder opgevoed en door honden verscheurd geworden. Psamathe die haar misstap aan haar vader had bekend, werd door hem ter dood veroordeeld, en toen nu de vertoornde Apollo tot straf Poene zond, om aan de moeders hun kinderen te ontroven, ontvingen de Argivers van het orakel ten antwoord, dat zo zij van die plaag wilden worden bevrijd, zij Psamathe en Linus moesten verzoenen.

## Echtgenote van Proteus
Psamathe was de gade van Proteus, koning van Pharus en zoon van Poseidon. Ze baarde hem een dochter, Idothea genaamd.